# Reguła Nepera

Koło Nepera odpowiadające trójkątowi sferycznemu prostokątnemu (kreska nad literą oznacza dopełnienie kąta do)

Reguła Nepera – twierdzenie Johna Napiera z trygonometrii sferycznej.

## Twierdzenie
Jeśli rozmieści się pięć elementów trójkąta sferycznego prostokątnego na kole (pomijając kąt prosty) w takiej kolejności, w jakiej występują w trójkącie i zastąpi się przy tym przyprostokątne ich dopełnieniami do {\displaystyle {\tfrac {\pi }{2}},} to:
- Cosinus każdego z elementów jest równy iloczynowi cotangensów dwóch przylegających do niego elementów.
- Cosinus każdego z elementów jest równy iloczynowi sinusów dwóch nie przylegających do niego elementów.